# Cathy Barry

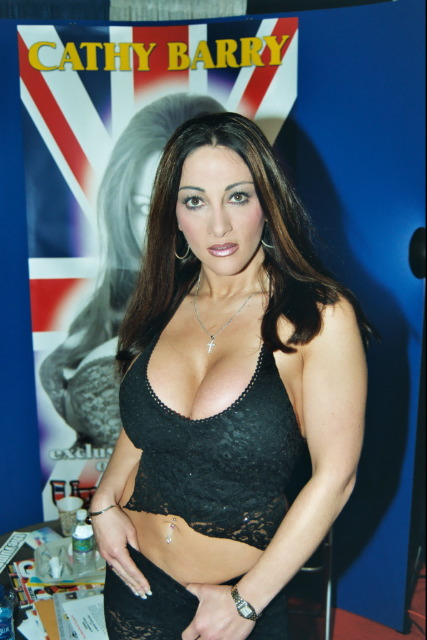
Cathy Barry (2003)

Cathy Barry (* 28. September 1967 in Bristol) ist eine britische Schauspielerin, Pornodarstellerin, Filmproduzentin und Filmregisseurin. Sie erhielt bei den UK Adult Film Awards den Lifetime Achievement Award.

## Karriere
Cathy Barry begann ihre Karriere 2002 und ist bis heute aktiv. Sie hat bisher in 72 Filmen mitgewirkt.
2004 unterzog sich Barry einer Brust-OP, die live in der Sendung Cosmetic Surgery Live gezeigt wurde. Es wurde berichtet, es sei die größte Brustvergrößerung gewesen, die je in Großbritannien live übertragen worden sei. Der behandelnde Arzt wurde daraufhin vor die Ethik-Kommission des Krankenhauses zitiert.
2006 spielte Barry die Rolle der Mrs. Metcalf im Film Six Bend Trap.
Barry bekam 2007 den Preis für ihr Lebenswerk bei den UK Adult Film Awards. Sie trat 2008 auch im englischen Pornosender Television X auf.

## Auszeichnungen und Nominierungen (Auswahl)
- 2007: ETO Awards – Best British Performer
- 2007: UK Adult Film and Television Awards – Lifetime Achievement Award[2]